# Fontaniva
Fontaniva település Olaszországban, Veneto régióban, Padova megyében. Lakosainak száma 8048 fő (2023. január 1.). Fontaniva Carmignano di Brenta, Grantorto, Cittadella és San Giorgio in Bosco községekkel határos.

## Népesség
A település lakossága az elmúlt években az alábbi módon változott:
| Lakosok száma | 8087 | 8061 | 8048 |
|               | 2017 | 2018 | 2023 |